# Си Ђинпинг
Си Ђинпинг (кин: 习近平; пин: Xí Jìnpíng; Пекинг, 1. јун 1953) кинески је политичар. Тренутни је генерални секретар КП Кине, председник НР Кине, члан Политбироа Сталног Централног комитета КП Кине и председник Централне војне комисије. Двадесет и деветог новембра 2012. објавио је геополитику коју ће Кина наставити под својим вођством — кинески сан.

## Биографија
Рођен је 1953. године у Пекингу. Млађи је син Си Чонгсуна, комунистичког ветерана, једног од оснивача комунистичког герилског покрета у провинцији Шанси и бившег заменика премијера НР Кине. Од 1975. до 1979, студирао је хемијски инжењеринг на Универзитету Ђингхуа.
Године 1972, постао је члан Савеза комунистичке омладине, а 1974. члан Комунистичке партије Кине. Током изградње своје политичке каријере од 1982. године, служио је у неколико кинеских провинција. Године 1990, постао је председник Партијске школе у Фуџоуу, а 2000. гувернер провинције Фуђен. Године 2002, постао је члан Петнаестог састава Централног комитета КП Кине, а мандат му је настављен и током Шеснаестог састава. У 2007. години је накратко био секретар КП у Шангају.
На Седамнаестом конгресу КП Кине, октобра 2007, Си је постао један од девет чланова Политбироа Сталног Централног комитета КП Кине, што га је учинило једном од најутицајнијих личности у кинеској политици. Дана 15. марта 2008. изабран је за потпредседника НР Кине. Ове позиције вероватно га чине наследником Ху Ђинтаоа на месту председника НР Кине и секретара КПК, односно вођом тзв. пете генерације вођства.
Након завршетка Олимпијских игара, Си је постављен за председника Комитета за припреме организовања 60. годишњице НР Кине, која је прослављена 2009. године.

### Потпредседнички мандат
Током фебруара 2009, Си је у својству потпредседника НР Кине обишао неколико земаља Латинске Америке, посетивши Мексико, Јамајку, Колумбију, Венецуелу и Бразил, ради учвршћења кинеских веза с овим државама и појачавања репутације своје земље у јеку економске кризе. По повратку у Кину, посетио је и Малту.
До сада је обавио неколико турнеја по свету. Тако је од 7. до 21. октобра 2009. године посетио Белгију, Немачку, Бугарску, Мађарску и Румунију. На турнеји 14-22. децембра исте године, посетио је Јапан, Јужну Кореју, Камбоџу и Мјанмар, а 2012. обишао Турску, Ирску и САД.

## Вођа Кине
На Осамнаестом конгресу КПК 2012. године, делегати су га 8. новембра изгласали за следећег генерални секретар КП Кине. Дана 15. новембра, Конгрес га је изабрао за новог секретара Комунистичке партије Кине и председника Централне војне комисије КПК.
Национални народни конгрес изабрао га је, 14. марта 2013, за новог председника Кине, са 2.952 гласа за, једним против и три одсутна.
Одмах након преузимања функције председника, упутио се у дипломатске посете Русији, Танзанији, Јужноафричкој Републици и Републици Конго.
Две године након доласка на власт, Си је 2015. укинуо политику једног детета, након 35 година.
Развио је сопствену идеологију Си Ђинпингова мисао о социјализму са кинеским карактеристикама за нову еру.
На двадесетом конгресу КПК 16. октобра 2022 године., Си је рекао да НР Кина жели да постигне мирно уједињење са Тајваном, али никада неће одустати од могућности употребе силе за поновно уједињење Тајвана и заустављања сваког сепаратистичког покрета, као и јачање народно ослободилачке војске, такође је напоменуо успостављање ближих веза са Северном Корејом, која је једна од најближих савезника Кине.
Избором трећег узастопног мандата на челу партије сматра се најјачим вођом после Мао Цетунга. Ђинпингова заслуга што је Кина данас постала међународно призната велесила, без које није могуће донети ниједно решење унутар међународне заједнице.

### Цензура
Откако је Си постао генерални секретар КПК, цензура, укључујући интернет цензуру, је значајно појачана. Председавајући Кинеском конференцијом о управљању сајберпростором 20. и 21. априла 2018. године, Си се обавезао да ће „жестоко сузбити кривична дела укључујући хаковање, телекомуникациону превару и кршење приватности грађана. Током посете кинеским државним медијима навео је да „партијски и државни медији морају да носе породично име партије“ (党和政府主办的媒体必须姓党) и да државни медији „морају да оличавају вољу странке, да чувају ауторитет странке“.
Његова администрација је надгледала више интернетских ограничења наметнутих у Кини и описана је као „строжија у целости“ у погледу говора од претходних администрација. Си је заузео веома чврст став да контролише употребу интернета унутар Кине, укључујући Гугл и Фејсбук, заговарајући интернет цензуру у земљи под концептом интернет суверенитета. Цензура Википедије је такође била строга; априла 2019. све верзије Википедије су блокиране у Кини. Исто тако, ситуација за кориснике Веибо-а је описана као промена од страха да ће појединачни постови бити избрисани, или у најгорем случају, нечији налог, до страха од хапшења.
Закон усвојен у септембру 2013. одобрио је трогодишње затворске казне за блогере који су више од 500 пута поделили било који садржај који се сматра „клеветничким“. Државно одељење за информације о Интернету позвало је групу утицајних блогера на семинар наводећи их да избегавају писање. о политици, КПК или давању изјава које су у супротности са званичним наративима. Многи блогери су престали да пишу о контроверзним темама, а Веибо је опао, већи део његове читалачке публике прешао је на кориснике We Chat-а који говоре врло ограниченим друштвеним круговима. У 2017. години, телекомуникациони оператери у Кини добили су инструкције од владе да блокирају појединачну употребу виртуелних приватних мрежа (ВПН) до фебруара 2018. године.

### Консолидација власти
Политички посматрачи су Сија назвали најмоћнијим кинеским лидером од Мао Цедунга, посебно од окончања ограничења председничких мандата 2018. године. Си је значајно одступио од праксе колективног руковођења својих претходника након Маоа. Он је централизовао своју моћ и створио радне групе са собом на челу како би срушио владину бирократију, чиме је постао непогрешива централна личност нове администрације. По мишљењу најмање једног политиколога, Си се „окружио кадровима које је упознао док је био стациониран на обали, у Фуђену и Шангају и у Џеђангу“.
Од доласка на власт, разни посматрачи су рекли да је Си озбиљно разводнио утицај некада доминантног „Туанпаија“, такође названог Фракција Лиге младих, који су били званичници КПК који су се уздигли кроз Комунистичку лигу омладине (ЦИЛЦ). Он је критиковао кадрове ЦИЛК-а, рекавши да [ови кадрови] не могу да говоре о науци, књижевности и уметности, раду или животу [са младима]. Све што могу да ураде је само да понове исти стари бирократски, стереотипни говор.“
У марту 2018. Национални народни конгрес (НПЦ) усвојио је сет уставних амандмана укључујући уклањање ограничења мандата за председника и потпредседника, стварање Националне надзорне комисије, као и јачање централне улоге КПК. Си је поново именован за председника, сада без ограничења мандата, док је Ли Кећанг поново именован за премијера. Како преноси Фајненшал тајмс, Си је на састанцима са кинеским званичницима и страним угледницима изразио своје ставове о уставним амандманима. Си је објаснио одлуку у смислу потребе за усклађивањем два моћнија места – генералног секретара КПК и председника ЦВК – који немају ограничења мандата. Међутим, Си није рекао да ли намерава да буде генерални секретар странке, председник ЦВК-а и председник државе у три или више мандата.
На својој шестој пленарној седници у новембру 2021, КПК је усвојила историјску резолуцију, неку врсту документа који је оценио историју странке. Ово је било треће те врсте након оних које су усвојили Мао Цедунг и Денг Сјаопинг. У поређењу са другим историјским резолуцијама, Си није најавио велику промену у начину на који је КПК процењивала своју историју. Да би пратила историјску резолуцију, КПК је промовисала термине две установе и две заштитне мере, позивајући КПК да се уједини и заштити Сијев основни статус унутар партије.
Двадесети национални конгрес Комунистичке партије Кине, одржан између 16. и 22. октобра 2022. године, надгледао је измене устава КПК и реизбор Сија за генералног секретара КПК и председника ЦВК за трећи мандат, уз укупан резултат Конгреса је даље јачање Сијеве моћи. Сијев реизбор учинио га је првим партијским лидером од Мао Цедунга који је изабран за трећи мандат, иако је Денг Сјаопинг неформално владао земљом дужи период. Нови Стални комитет Политбироа изабран непосредно након Конгреса КПК био је скоро у потпуности попуњен људима блиским Сију, при чему су четири од седам чланова претходне ПСЦ повукла оставку. Си је поново изабран за председника НРК и председавајућег Централне војне комисије НРК 10. марта 2023. током отварања 14. Националног народног конгреса, док је Си савезник Ли Ћанг наследио Ли Кећанга на месту премијера.

### Култ личности
Си је имао култ личности изграђен око себе од када је ступио на функцију са књигама, цртаним филмовима, поп песмама и плесним рутинама у част његовој владавини. Након Сијевог успона у лидерско језгро КПК, називан је Си Дада (习大大, ујак или тата Си), иако је то престало у априлу 2016. Село Лиангјиахе, где је Си послат да ради, постало је „модерно светилиште“ украшено пропагандом КПК и муралима који величају формативне године његовог живота. Политбиро КПК је именовао Си Ђинпинга Лингјуа (领袖), што је израз поштовања за „вођу“ и титулу која је раније давана само Мао Цедунгу и његовом непосредном наследнику Хуа Гуофенгу. Понекад га називају и „пилотом на челу“ (领航掌舵). Дана 25. децембра 2019. Политбиро је званично именовао Сија за „Вођу народа“ (人民领袖; ренмин лингкиу), титулу коју је раније имао само Мао.

### Економија и технологија
Си је у почетку био виђен као тржишни реформиста, а Трећи пленум 18. Централног комитета под њим је најавио да ће „тржишне снаге“ почети да играју „одлучујућу“ улогу у расподели ресурса. То је значило да ће држава постепено смањити своје учешће у дистрибуцији капитала и реструктурирати кинеска државна предузећа (СОЕ) како би омогућила даљу конкуренцију, потенцијално привлачењем страних и приватних актера у индустријама које су раније биле високо регулисане. Ова политика је имала за циљ да се позабави надувеним државним сектором који је неоправдано профитирао од раније рунде реструктурирања куповином имовине по ценама испод тржишних, имовине која се више није продуктивно користила. Си је такође покренуо Шангајску зону слободне трговине у августу 2013. године, што је виђено као део економских реформи. Међутим, стручњаци кажу да ће до 2017. године Сијево обећање економских реформи застојати. Године 2015. кинески берзански балон је пукао, што је навело Сија да употреби државне снаге да реши проблем. Од 2012. до 2022. године, удео тржишне вредности фирми из приватног сектора у кинеским компанијама на берзи порастао је са око 10% на преко 40%. Такође је надгледао ублажавање ограничења на директна страна улагања (СДИ) и повећање прекограничног поседовања акција и обвезница.
Си је повећао државну контролу над кинеском економијом, изражавајући подршку државним предузећима, истовремено подржавајући приватни сектор земље. Контрола ЦЦП над државним предузећима се повећала под Сијем, док су такође предузети неки ограничени кораци ка либерализацији тржишта, као што је повећање мешовитог власништва над државним предузећима. Под Сијем, „владини фондови за усмеравање“, јавно-приватни инвестициони фондови које су основали државни органи или за њих, прикупили су више од 900 милијарди долара за рано финансирање компанија које раде у секторима које влада сматра стратешким. Према чланку из The Economist-а, неки научници су тврдили да Сијева власт над кинеским предузетништвом помера Кину од државног капитализма ка „партијско-државном капитализму“, у коме је организована око интереса Комунистичке партије. Његова администрација је олакшала банкама издавање хипотека, повећала учешће страних лица на тржишту обвезница и повећала глобалну улогу националне валуте ренминбија, помажући јој да се придружи корпи специјалних права вучења ММФ-а. На 40. годишњицу покретања кинеских економских реформи 2018. године, он је обећао да ће наставити реформе, али је упозорио да нико „не може да диктира кинеском народу“.
Си је такође лично учинио искорењивање екстремног сиромаштва путем „циљаног ублажавања сиромаштва“ кључним циљем. Си је 2021. године прогласио „потпуну победу“ над екстремним сиромаштвом, рекавши да је скоро 100 милиона људи извучено из сиромаштва током његовог мандата, иако су неки стручњаци рекли да је кинески праг сиромаштва релативно нижи од оног који је поставила Светска банка. 2020. године, премијер Ли Кећанг, позивајући се на Национални биро за статистику (НБС), рекао је да Кина и даље има 600 милиона људи који живе са мање од 1000 јуана (140 долара) месечно, иако је у чланку The Economist наведено да је методологија коју је НБС користила погрешнa, наводећи да је цифра узимала комбиновани приход, који је потом подељен на једнаке делове. Када је Си преузео дужност 2012. године, 51,4% људи у Кини је живело са мање од 6,85 долара дневно, 2020. године, 7 година од Сијевог мандата, ова бројка је пала за више од половине на 24,7%.
Кинеска економија је порасла под Сијем, са БДП-ом у номиналном смислу више него удвостручен са 8,53 билиона долара у 2012. на 17,73 билиона долара у 2021, док је номинални БДП Кине по глави становника премашио светски просек 2021, иако је стопа раста је успорио са 7,9% у 2012. на 6% у 2019. години. Си је нагласио важност „висококвалитетног раста“ уместо „надуваног раста“. Додатно је навео да ће се Кина фокусирати на квалитет економског раста и да је напустила стратегију раста по сваку цену која Си се односи на „херојство БДП-а.“ Уместо тога, Си је рекао да су друга друштвена питања као што је заштита животне средине важна.
Си је објавио политику звану „двострука циркулација“, што значи преоријентисање привреде на домаћу потрошњу, док је остао отворен за спољну трговину и инвестиције. Си је такође поставио повећање продуктивности у привреди као приоритет. Си је покушао да реформише сектор некретнина како би се борио против наглог повећања цена некретнина и смањио зависност кинеске привреде од сектора некретнина. На 19. националном конгресу КПК, Си је изјавио „Куће се граде да би се населиле, а не да би се нагађале.“ Године 2020, Сијева влада је формулисала политику „три црвене линије“ која је имала за циљ раздуживање презадуженог имовинског сектора. Си је додатно подржао порез на имовину, због чега је наишао на отпор чланова КПК. Његова администрација је водила кампању раздуживања, настојећи да успори и смањи неодрживу количину дуга који је Кина нагомилала током свог економског раста.
Сијева администрација је промовисала план „Made in China 2025“ који има за циљ да Кину учини самопоузданом у кључним технологијама, иако је Кина јавно умањила наглашавање овог плана због избијања трговинског рата са САД од избијања трговинског рата у 2018, Си је оживео позиве на „самопоуздање“, посебно по питању технологије. Домаћа потрошња на истраживање и развој значајно је порасла под Сијем, надмашивши укупну Европску унију (ЕУ) и достигавши рекордних 564 милијарде долара у 2020. години. Кинеска влада је такође подржала технолошке компаније као што је Хуавеј кроз грантове, пореске олакшице, кредитне олакшице и друге облике помоћи, омогућавајући њихов пораст, али и доводећи до контрамера од стране САД. 2023. године, Си је представио „нове производне снаге“ током своје инспекцијске турнеје по североисточној Кини, што се односи на нови облик производних снага који произилазе из континуираних научно-технолошких открића и иновација које покрећу стратешке индустрије у настајању и будуће индустрије у интелигентнијој информационој ери. Си је такође лично учествовао у развоју Сјонг'ана, нове области најављене 2017. године, која је планирана да постане главна метропола у близини Пекинга и Тјенцина у провинцији Хебеј; процењује се да ће аспект пресељења трајати до 2035. године, док је планирано да се развије у „модерни социјалистички град“ до 2050. године.

Заједнички просперитет је суштински захтев социјализма и кључна карактеристика модернизације у кинеском стилу. Заједнички просперитет за којим тежимо је за све, богатство и у материјалном и у духовном животу, али не за мали део нити за униформни егалитаризам.

— Си Ђинпинг током говора 2021.
У новембру 2020, The Wall Street Journal је известио да је Си лично наредио заустављање иницијалне јавне понуде (ИПО) Ант групе, као реакцију на њеног оснивача Џека Маа који је критиковао владину регулативу у области финансија. Сијева администрација је такође надгледала смањење офшор ИПО-а од стране кинеских компанија, при чему се већина кинеских ИПО-а одвијала у Шангају или Шенџену од 2022. године, и све више је усмеравала средства на ИПО-е компанија које раде у секторима за које сматра да су стратешки, укључујући електрична возила, биотехнологија, обновљива енергија, вештачка интелигенција, полупроводници и друга производња високе технологије.
Од 2021. године, Си је промовисао термин „заједнички просперитет“, термин који је дефинисао као „суштински услов социјализма“, описао као богатство за све и рекао да подразумева разумна прилагођавања вишка прихода. Заједнички просперитет је коришћен као оправдање за велике ударе и прописе према уоченим „ексцесима“ неколико сектора, најистакнутије технолошке индустрије и индустрије подучавања. Примери акција предузетих против технолошких компанија укључују кажњавање великих технолошких компанија и доношење закона као што је Закон о безбедности података. Кина је такође увела озбиљна ограничења приватним подучавајућим компанијама, ефективно уништивши целу индустрију. Си је додатно отворио нову берзу у Пекингу намењену малим и средњим предузећима (МСП). Постојали су и други бројни културни прописи, укључујући ограничења малолетницима да играју видео игрице и разбијање културе славних.

### Реформе
У новембру 2013. године, на крају Трећег пленума 18. Централног комитета, Комунистичка партија је изнела далекосежну реформску агенду која је алудирала на промене у економској и социјалној политици. Си је сигнализирао на пленуму да је консолидовао контролу над огромном организацијом унутрашње безбедности која је раније била у домену Џоу Јонгканга. Формирана је нова Комисија за националну безбедност са Сијем на челу, за коју коментатори кажу да ће помоћи Сију да се консолидује око питања националне безбедности.
Централна водећа група за свеобухватно продубљивање реформи—још једно аd hoc тело за координацију политике на челу са Сијем које је унапређено у комисију 2018.—такође је формирана да надгледа спровођење реформске агенде. Назване „свеобухватне реформе које се продубљују“ (全面深化改革; куанмиан шенхуа гаиге), за њих је речено да су најзначајније од јужне турнеје Денга Сјаопинга 1992. године. Пленум је такође најавио економске реформе и одлучио да се укине лаогаи систем „преваспитања кроз рад“, који је у великој мери виђен као мрља на кинеском стању људских права. Систем се годинама суочава са значајним критикама домаћих критичара и страних посматрача. У јануару 2016, политика за двоје деце заменила је политику једног детета, која је заузврат замењена политиком троје деце у мају 2021. У јулу 2021. уклоњена су сва ограничења величине породице, као и казне за њихово прекорачење.

#### Политичке реформе
Сијева администрација је предузела низ промена у структури КПК и државних органа, посебно у великој ревизији у 2018. Почевши од 2013, КПК под Сијем је створила низ централних водећих група: супраминистарске управне комитете, осмишљене да заобићи постојеће институције при доношењу одлука и привидно учинити ефикаснијим процес доношења политика. Такође се веровало да је Си разводњавао ауторитет премијера Ли Кећанга, преузимајући власт над економијом за коју се генерално сматра да је у домену премијера.
Фебруар 2014. надгледао је стварање Централне водеће групе за сајбер безбедност и информатизацију са Сијем као вођом. Државна информативна канцеларија за интернет (СИИО), која је раније била у оквиру Канцеларије за информисање Државног савета (СЦИ), пребачена је у централну водећу групу и преименована на енглеском у Управу за сајбер простор Кине. Као део управљања финансијским системом, 2017. године основан је Комитет за финансијску стабилност и развој, тело Државног савета. којим је током свог постојања председавао потпредседник Лиу Хе, комитет је укинула новооснована Централна финансијска комисија током Партије 2023. и државне реформе. Си је повећао улогу Централне комисије за финансије и економске послове на рачун Државног савета.
У 2018. години дошло је до већих реформи бирократије. Те године, неколико централних водећих група, укључујући реформу, послове сајбер простора, финансије и економију. а спољни послови су унапређени у комисије. Ојачана су овлашћења Централног одељења за пропаганду, које је сада надгледало новоосновану Кинеску медијску групу (ЦМГ). Два одељења Државног савета. једна која се бавила Кинезима у иностранству, а друга која се бавила верским питањима, спојени су са Радним одељењем Уједињеног фронта, док је друга комисија која се бавила етничким питањима доведена под формално руководство УФВД. У 2020. години, сви избори на свим нивоима система народних конгреса и НПЦ добили су мандат да се придржавају вођства КПК.
У 2023. години дошло је до даљих реформи КПК и државне бирократије, посебно јачања партијске контроле над финансијским и технолошким доменима. Ово је укључивало стварање два тела КПК за надзор финансија; Централна финансијска комисија (ЦФЦ), као и оживљавање Централне финансијске радне комисије (ЦФВЦ) која је претходно распуштена 2002. године. Поред тога, нова Централна комисија за науку и технологију КПК би била успостављена да би широко надгледала технолошки сектор, док је новоформирано Одељење за социјални рад било задужено за интеракцију КПК са неколико сектора, укључујући грађанске групе, привредне коморе и индустријске групе, као и решавање јавних петиција и рад са притужбама. Регулаторна тела су доживела велике ремонте. Неколико регулаторних одговорности је такође пренето са Народне банке Кине (ПБоЦ) на друго регулаторно тело, док је ПБоЦ поново отворио канцеларије широм земље које су биле затворене у претходној реорганизацији.
Године 2024. улога КПК је додатно ојачана тако што је Државни савет био обавезан да прати идеологију и политику КПК.

#### Правне реформе
Треба уложити напоре да се омогући људима да виде да је правда задовољена у сваком судском случају.

— Си Ђинпинг током говора у новембру 2020
Странка под Сијем је најавила низ правних реформи на Четвртом пленуму одржаном у јесен 2014, а он је одмах потом позвао на „кинеску социјалистичку владавину права“. Странка је имала за циљ да реформише правни систем, који се сматрао неефикасним у остваривању правде и погођен корупцијом, локална управа и мешање и недостатак уставног надзора. Пленум је, истичући апсолутно вођство странке, позвао и на већу улогу устава у државним пословима и јачање улоге Сталног комитета Народног конгреса у тумачењу устава. Такође је позвао на већу транспарентност у правним поступцима, више укључивања обичних грађана у законодавни процес и свеукупну "професионализацију" правне радне снаге. Партија је такође планирала да оснује окружне судске судове међу јурисдикцијама, као и да покрајинама пружи консолидовани административни надзор над правним ресурсима нижег нивоа, што има за циљ да смањи учешће локалне владе у правним поступцима.

#### Војне реформе
Откако је преузео власт 2012. године, Си је предузео ревизију Народноослободилачке војске, укључујући и политичку реформу и њену модернизацију. Војно-цивилна фузија је напредовала под Си. Си је био активан у свом учешћу у војним пословима, узимајући директан приступ војној реформи. Поред тога што је био председавајући ЦВК-а и вођа Централне водеће групе за војну реформу основане 2014. године да надгледа свеобухватне војне реформе, Си је дао бројне изјаве високог профила обећавајући да ће очистити малверзације и самозадовољство у војсци. Си је више пута упозоравао да би деполитизација ПЛА од КПК довела до колапса сличног распаду Совјетског Савеза. Си је одржао конференцију Нови Гутиан 2014. године, окупивши врхунске војне официре Кине, поново наглашавајући принцип „партија има апсолутну контролу над војском“ који је први успоставио Мао на Гутиан конференцији 1929. године.
Си је најавио смањење од 300.000 војника из ПЛА у 2015. години, чиме је њена величина достигла 2 милиона војника. Си је ово описао као гест мира, док су аналитичари попут Рорија Медкалфа рекли да је смањење учињено како би се смањили трошкови, као и део модернизације ПЛА-а. 2016. смањио је број позоришних команди ПЛА са седам на пет. Он је такође укинуо четири аутономна општа одељења ПЛА, заменивши их са 15 агенција које директно извештавају ЦВК. У оквиру његових реформи створена су два нова огранка ПЛА, Стратешке снаге за подршку и Заједничке снаге за логистичку подршку. 2018. ПАП је стављен под искључиву контролу ЦВК-а; ПАП је раније био под заједничком командом ЦВК и Државног савета преко Министарства јавне безбедности.
Дана 21. априла 2016, Си је именован за главног команданта новог заједничког оперативног командног центра ПЛА од стране новинске агенције Синхуа и емитера Кинеске централне телевизије. Неки аналитичари су овај потез протумачили као покушај да се покажу снага и снажно вођство и да је више „политички него војни“. Према Ни ЛеСионгу, стручњаку за војне послове, Си „не само да контролише војску, већ и то чини у форми војног рока“ на апсолутан начин, и да је у ратно време спреман да лично командује.“ Према Калифорнијском универзитету, стручњаку за кинеску војску из Сан Дијега, Си је „био у стању да преузме политичку контролу над војском у мери која превазилази шта су Мао и Денг урадили.“
Под Сијем, званични војни буџет Кине се више него удвостручио, достигавши рекордних 224 милијарде долара 2023. године. Иако је претходила Сију, његова администрација је заузела одлучнији став према поморству и појачала контролу КПК над поморским безбедносним снагама. Морнарица ПЛА је брзо расла под Сијем, а Кина је додала још ратних бродова, подморница, бродова за подршку и помоћних бродова и Кина. већи број амфибијских бродова од укупног броја бродова под морнарицом Уједињеног Краљевства између 2014. и 2018. године. Кина је 2017. године успоставила прву прекоокеанску базу морнарице у Џибутију. Си је такође предузео проширење кинеског нуклеарног арсенала, позивајући Кину да „успостави снажан систем стратешког одвраћања“. Федерација америчких научника (ФАС) је проценила да ће укупан број кинеских нуклеарних арсенала бити 410 2023. године, а Министарство одбране САД процењује да би кинески арсенал могао да достигне 1.000 до 2030. године.

### Спољна политика
Си је заузео тврђи став по питању безбедности, као и спољних послова, пројектујући националистичкију и одлучнију Кину на светској сцени. Његов политички програм позива на Кину уједињенију и сигурнију у сопствени систем вредности и политичку структуру. Страни аналитичари и посматрачи често су говорили да је Си главни спољнополитички циљ обнављање положаја Кине на глобалној сцени као велике силе. Си заговара „основно размишљање“ у кинеској спољној политици: постављање експлицитних црвених линија које друге земље не смеју да пређу. У кинеској перспективи, ови чврсти ставови о основним питањима смањују стратешку неизвесност, спречавајући друге нације да погрешно процене ставове Кине или потцењују кинеску одлучност да тврди оно што сматра да је у њеном националном интересу. Си је током 20. националног конгреса КПК изјавио да жели да осигура да Кина „предводи свет у смислу комбиноване националне снаге и међународног утицаја“ до 2049. године.
Си је промовисао „дипломатију великих земаља“ (大国外交), наводећи да је Кина већ „велика сила“ и одвајајући се од претходних кинеских лидера који су имали опрезнију дипломатију. Заузео је јастребов спољнополитички став назван „дипломатија вукова ратника“, док су његове спољнополитичке мисли заједно познате као „Мисао Си Ђинпинга о дипломатији“. У марту 2021. рекао је да се „Исток уздиже“. а Запад је у опадању“ (东升西降), рекавши да је моћ западног света у опадању и да је њихов одговор на КОВИД-19 пример тога, и да Кина улази у период прилика због тога. Си је често алудирао на „заједницу са заједничком будућношћу за човечанство“, за коју кинеске дипломате кажу да не имплицира намеру да промени међународни поредак, али за које страни посматрачи кажу да Кина жели нови поредак који је више поставља центар. Под Сијем, Кина се, заједно са Русијом, такође фокусирала на јачање односа са Глобалним Југом како би ублажила ефекат међународних санкција.
Си је ставио нагласак на повећање кинеске „моћи међународног дискурса“ (国际话语权) како би створио повољније глобално мишљење о Кини у свету. У овој потрази, Си је нагласио потребу да се „добро исприча кинеска прича“ (讲好中国故事), што значи ширење кинеске спољне пропаганде (外宣) и комуникација. Си је проширио фокус и обим уједињеног фронта, који има за циљ да консолидује подршку за КПК у елементима који нису КПК, како унутар тако и изван Кине, и сходно томе је проширио Одељење за рад Уједињеног фронта. Си је представио Глобалну развојну иницијативу (ГДИ), Глобалну безбедносну иницијативу (ГСИ) и Глобалну иницијативу за цивилизацију (ГЦИ), 2021, 2022. и 2023. године, са циљем да повећа утицај Кине у међународни поредак.
Током Сијеве администрације, Кина настоји да обликује међународне норме и правила у новим областима политике у којима Кина има предност као рани учесник. Си описује такве области као „нове границе“, а оне укључују области политике као што је свемир, дубоко море, поларни региони, интернет, нуклеарна безбедност, борба против корупције и климатске промене.

#### Индија
Односи између Кине и Индије имали су успоне и падове под Сијем, а касније су се погоршавали због различитих фактора. Године 2013. две земље су имале сукоб у Депсангу током три недеље, који се завршио без промене границе. У 2017. години, две земље су поново имале сукоб око кинеске изградње пута у Докламу, територији на коју полажу право Бутан, савезник Индије и Кина, иако су се до 28. августа обе земље међусобно раскинуле. Најозбиљнија криза у односима настала је када су две земље имале смртоносни сукоб 2020. године на линији стварне контроле, при чему су неки војници остали мртви. Сукоби су довели до озбиљног погоршања односа, па је Кина заузела 2.000 квадратних километара територије коју је контролисала Индија.

#### Јапан и Кореја
Односи Кине и Јапана су се у почетку погоршали под Сијевом администрацијом; најтеже питање између две земље остаје спор око острва Сенкаку, која Кина назива Диаоју. Као одговор на континуирани чврст став Јапана по том питању, Кина је у новембру 2013. прогласила идентификациону зону противваздушне одбране. Међутим, односи су касније почели да се побољшавају, а Си је позван да посети 2020. године, иако је путовање касније одложено због пандемије КОВИД-19.
Под Сијем, Кина је у почетку заузела критичнији став према Северној Кореји због њених нуклеарних проба. Међутим, од 2018. године односи су почели да се побољшавају због сусрета Сија и севернокорејског лидера Ким Џонг Уна. Си је такође подржао денуклеаризацију Северне Кореје, и изразио подршку економским реформама у земљи. Си је у почетку побољшао односе са Јужном Корејом, а две земље су потписале споразум о слободној трговини у децембру 2015. Почевши од 2017. године, односи Кине са Јужном Корејом су се погоршали због Терминална одбрана подручја на великим надморским висинама (ТОПВНВ), одбрамбеног ракетног система. На крају, Јужна Кореја је зауставила куповину ТОПВНВ-а након што је Кина увела незваничне санкције.

#### Русија
Си је неговао јаче односе са Русијом, посебно након украјинске кризе 2014. Чини се да је развио јак лични однос са председником Владимиром Путином. Обојица се сматрају јаким лидерима са националистичком оријентацијом који се не плаше да се афирмишу против западних интереса. Си је присуствовао церемонији отварања Зимских олимпијских игара 2014. у Сочију. Под Сијем, Кина је потписала гасни споразум вредан 400 милијарди долара са Русијом; Кина је такође постала највећи трговински партнер Русије.
Си и Путин су се састали 4. фебруара 2022. током припрема за Олимпијске игре у Пекингу 2022. током масовног гомилања руских снага на украјинској граници, при чему су њих двојица изразили да су две земље скоро уједињене у свом антиамеричком опредељењу и да обе нације нису делиле „нема ограничења“ у својим обавезама. Амерички званичници су рекли да је Кина затражила од Русије да сачека инвазију на Украјину до завршетка Олимпијских игара у Пекингу 20. фебруара. У априлу 2022. Си Ђинпинг је изразио противљење санкцијама Русији. Си Ђинпинг је 15. јуна 2022. поново потврдио подршку Кине Русији по питањима суверенитета и безбедности. Међутим, Си је такође рекао да је Кина посвећена поштовању „територијалног интегритета свих земаља“, и рекао да је Кини „болно када види како се ратни пламен поново распламса у Европи“. Кина се додатно држала на дистанци од Руских акција, уместо тога да се стави као неутрална страна. У фебруару 2023. Кина је објавила мировни план од 12 тачака за „решавање актуелне кризе у Украјини“; Путин је хвалио план, али су га критиковале САД и европске земље.

#### Тајван
У 2015, Си се састао са тајванским председником Ма Јингђуом, што је био први пут да су се политички лидери обе стране Тајванског мореуза састали од завршетка Кинеског грађанског рата 1950. године. Си је рекао да су Кина и Тајван „једна породица“ која се не може раставити. Међутим, односи су почели да се погоршавају након што је Цаи Ингвен из Демократске прогресивне партије (ДПП) победила на председничким изборима 2016. године.
На 19. партијском конгресу одржаном 2017. године, Си је реафирмисао шест од девет принципа који су афирмисани у континуитету од 16. партијског конгреса 2002. године, са значајним изузетком „Полажење наде у народ Тајвана као снагу која ће помоћи да се дође до уједињења.'' Према Брукингс институту, Си је користио јачи језик о потенцијалној независности Тајвана него његови претходници према претходним владама ДПП-а на Тајвану. Он је рекао да „никада нећемо дозволити било којој особи, било којој организацији или било којој политичкој партији да одвоји било који део кинеске територије од Кине у било ком тренутку у било ком облику“.
У јануару 2019, Си Ђинпинг је позвао Тајван да одбије своју формалну независност од Кине, рекавши: „Не обећавамо да ћемо се одрећи употребе силе и задржавамо могућност да предузмемо сва неопходна средства. Те опције би, рекао је он, могле да се користе против „спољног мешања“. Си је такође рекао да су они „спремни да створе широк простор за мирно уједињење, али да неће оставити простора за било какав облик сепаратистичких активности.“' Председница Цаи је одговорила на говор рекавши да Тајван неће прихватити једну земљу, аранжмана два система са копном, уз наглашавање потребе да сви преговори преко мореуза буду на принципу између владе.

#### Америка
Си је назвао односе Кине и Сједињених Држава у савременом свету „новом врстом односа великих сила“, фразом коју је Обамина администрација оклевала да прихвати. Под његовом администрацијом настављен је америчко-кинески стратешки и економски дијалог који је започео под Ху Ђинтаом, све док га администрација Доналда Трампа није суспендовала. О Кини-САД Си је рекао: „Ако су [Кина и Сједињене Државе] у конфронтацији, то би сигурно значило катастрофу за обе земље.“ Си је такође индиректно критиковао „стратешки стожер“ САД у Азији. Односи са САД су се погоршали након што је Доналд Трамп постао председник 2017. године. Од 2018. године, САД и Кина су укључене у ескалирајући трговински рат. У 2020. односи су се додатно погоршали због пандемије КОВИД-19.

Оснивање Кине-САД односа су међу људима, нада је у људима, будућност је у младима, а виталност је у поднационалним подручјима.

— Си Ђинпинг је рекао гостујући код гувернера Калифорније Гавина Њусома 2023.

### Хонг Конг
Током свог руководства, Си је подржавао и тежио већој политичкој и економској интеграцији Хонг Конга са континенталном Кином, укључујући и пројекте као што је мост Хонг Конг–Џухај–Макао. Он се залагао за пројекат Велико подручје залива, који има за циљ да интегрише Хонг Конг, Макао и девет других градова у Гуангдонгу. Сијеви интеграцијски напори довели су до смањења слобода и слабљења посебног идентитета Хонг Конга у односу на континенталну Кину. Многи ставови централне владе и који су на крају спроведени у Хонг Конгу изнети су у белој књизи коју је објавио Државни савет 2014 под називом Пракса политике „једна земља, два система“ у специјалном административном региону Хонг Конга. Под Сијем, кинеска влада је такође прогласила Заједничку кинеско-британску декларацију правно неважећом.
У августу 2014. године, Стални комитет Националног народног конгреса (НПЦСЦ) донео је одлуку којом се дозвољава опште право гласа за изборе главног извршног директора Хонг Конга 2017, али и захтева од кандидата да „воле земљу и воле Хонг Конг,“ као и друге мере које су обезбедиле да кинеско руководство буде крајњи доносилац одлуке о избору, што је довело до протеста, и коначног одбацивања предлога реформи у Законодавном савету због напуштања про- Камп у Пекингу да одложи гласање. На изборима за главног извршног директора 2017. године, Кери Лам је победила, наводно уз подршку Политбироа КПК.
Си је подржао владу Хонг Конга и Кери Лам против демонстраната на протестима у Хонг Конгу 2019–2020, који су избили након предложеног закона који би омогућио екстрадиције Кини. Он је бранио употребу силе од стране полиције Хонг Конга, рекавши да „стриктно подржавамо полицију Хонг Конга да предузме насилне акције у спровођењу закона, а правосуђе Хонг Конга да казни у складу са законом оне који су починили насилне злочине. Током посете Макау 20. децембра 2019. у оквиру 20. годишњице повратка у Кину, Си је упозорио на мешање страних снага у Хонг Конгу и Макау, док је такође наговестио да би Макао могао да буде модел за Хонг Конг да прати.
2020. НПЦСЦ је усвојио закон о националној безбедности у Хонг Конгу који је драматично проширио притисак владе на опозицију у граду; међу мерама је било драматично ограничавање политичке опозиције и стварање централне владине канцеларије ван надлежности Хонг Конга која би надгледала спровођење закона. Ово је виђено као кулминација дугорочног пројекта под Сијем за даљу интеграцију Хонг Конга са копном. Си је посетио Хонг Конг као председник 2017. и 2022. године, на 20. односно 25. годишњицу примопредаје Хонг Конга. У својој посети 2022. године, заклео се у Џона Лија као извршног директора, бившег полицајца којег је кинеска влада подржавала да прошири контролу над градом.

### Људска права
Према Human Rights Watch-у, Си је „започео широку и трајну офанзиву на људска права“ откако је постао лидер 2012. године. ХРВ је такође рекао да је репресија у Кини „на најгорем нивоу од масакра на Тргу Тјенанмен“. Откако је преузео власт, Си је разбио активизам грађана, а стотине је приведено. Он је председавао 709 акцијама 9. јула 2015. године, када је приведено више од 200 адвоката, правних помоћника и активиста за људска права. Током његовог мандата хапшени су и затварани активисти као што је Су Зијонг, као и бројни други који су се идентификовали са Покретом нових грађана. Истакнути правни активиста Пу Зикијанг из покрета Веикуан је такође ухапшен и притворен.
2017. године, локална влада провинције Ђангси рекла је хришћанима да своје слике Исуса замене Си Ђинпингом у оквиру опште кампање о незваничним црквама у земљи. Према локалним друштвеним медијима, званичници су их „трансформисали из вере у религију у веровање у партију“. Према активистима, „Си спроводи најтеже систематско сузбијање хришћанства у земљи од када је верска слобода записана у Кинезима устав из 1982.“, а према пасторима и групи која прати религију у Кини, укључује „уништавање крстова, спаљивање библија, затварање цркава и наређење следбеницима да потпишу папире којима се одричу вере“.
Под Сијем, КПК је прихватила асимилационистичку политику према етничким мањинама, смањујући афирмативну акцију у земљи до 2019. године, и укидајући формулацију у октобру 2021. која је гарантовала права деце из мањина да се образују на свом матерњем језику, замењујући га са једним који је акценат стављао на подучавање народног језика. Године 2020. Чен Сијаопинг је постављен за шефа Националне комисије за етничка питања, првог Хан Кинеза на челу тог тела од 1954. године. Дана 24. јуна 2022, Пан Јуе, други Хан Кинез, постао је шеф комисије, а он је наводно држао асимилационистичку политику према етничким мањинама. Си је изнео своје званичне ставове о односима између већинских Хан Кинеза и етничких мањина рекавши „ни Хан шовинизам ни локални етнички шовинизам погодују развоју заједнице кинеске нације.“

### Ковид-19 пандемија
Дана 20. јануара 2020, Си је први пут прокоментарисао пандемију КОВИД-19 у Вухану и наредио „напоре за сузбијање ширења вируса. Он је премијеру Ли Кећангу дао одређену одговорност за одговор на КОВИД-19, у ономе што је предложио The Wall Street Journal био је покушај да се потенцијално изолује од критика ако одговор не успе. Влада је првобитно одговорила на пандемију затварањем и цензуром, а први одговор је изазвао широку реакцију унутар Кине. Он се 28. јануара састао са Тедросом Адханомом Гхебреиесусом, генералним директором Светске здравствене организације (СЗО). Шпигел је известио да је у јануару 2020. Си извршио притисак на Тедроса Аданома да одустане од издавања глобалног упозорења о избијању КОВИД-19 и задржи информације о преношењу вируса са човека на човека, што је СЗО демантовала. Дана 5. фебруара, Си се састао са камбоџанским премијером Хун Сеном у Пекингу, првим страним лидером који је дозвољен у Кину од избијања марта.
Након што је епидемију у Вухану ставио под контролу, Си је фаворизовао оно што је званично названо „динамична политика нулте КОВИД-19“ која има за циљ контролу и сузбијање вируса што је више могуће унутар граница земље. Ово је укључивало локална блокада и масовно тестирање. Иако је првобитно била заслужна за кинеско сузбијање избијања КОВИД-19, политику су касније критиковали страни и неки домаћи посматрачи због тога што није у контакту са остатком света и узимала тежак данак по економију. Овај приступ је посебно био под критиком током затварања Шангаја 2022. године, који је присилио милионе да оду у своје домове и оштетио градску економију, нарушавајући имиџ Ли Ћангa, блиског Си савезника и партијског секретара града. Насупрот томе, Си је рекао да је политика осмишљена да заштити животну безбедност људи. Дана 23. јула 2022. године, Национална здравствена комисија је известила да су Си и други највиши лидери узели локалне вакцине против КОВИД-19.
На 20. Конгресу КПК, Си је потврдио наставак политике нулте-КОВИД-а, наводећи да ће „непоколебљиво” спроводити „динамички нулти-КОВИД” и обећавајући да ће „одлучно добити битку” иако је Кина почела ограничено ублажавање политике у наредним недељама. У новембру 2022. избили су протести против кинеске политике КОВИД-19, а окидач је био пожар у високој стамбеној згради у Урумћију. Протести су одржани у више великих градова, а неки од демонстраната су тражили крај владавине Сија и КПК. Протести су углавном угушени до децембра, иако је влада додатно ублажила ограничења КОВИД-19 у периоду од тада. Кина је 7. децембра 2022. најавила велике промене у својој политици КОВИД-19, укључујући омогућавање карантина код куће за благе инфекције, смањење ПЦР тестирања и смањење моћи локалних званичника да спроводе блокаде.

## Приватни живот
Био је ожењен два пута. 1980-их се венчао са Ке Лингинг, ћерком дипломата Ке Хуаа, амбасадора НР Кине у Лондону. Брак је након неколико година завршио разводом. Потом се 1987. оженио за познату певачицу Пенг Љуан с којом има кћер Си Мингзе (习明泽), која тренутно под псеудонимом студира на Харварду.
Си поседује диплому из хемијске технологије и докторат из политичких наука.

## Признања
Одликован је Орденом Републике Србије Првог степена. Орден му је свечано уручен 18. јуна 2016. године, приликом државне посете Републици Србији.